# Кашина Кашинота (Алесандрија)
Кашина Кашинота је насеље у Италији у округу Алесандрија, региону Пијемонт.
Према процени из 2011. у насељу је живело 16 становника. Насеље се налази на надморској висини од 201 м.